# Dívida Pública Mobiliária Federal interna
Dívida Pública Mobiliária Federal interna (DPMFi) é a parte da dívida pública que pode ser paga em moeda nacional, à diferença da Dívida Pública Mobiliária Federal externa, que deve ser paga em moeda estrangeira.
A dívida pública é a soma das dívidas de todos os órgãos do Estado brasileiro, incluindo o Governo Federal, Estados, Municípios e empresas estatais. Como o setor público é também um grande credor, tanto de outros órgãos públicos quanto de entidades privadas, muitos economistas defendem que o conceito de dívida líquida traduz de forma mais fidedigna a posição financeira do setor público. Trata-se de cálculo simples, onde apenas se abate, do total dos débitos existentes, o total dos créditos realizáveis pela União, Estados e Municípios. Tal critério, contudo, não é unanimidade entre os economistas, sendo o indicador da dívida bruta um benchmark preferencial ao se avaliar o nível de endividamento das nações.
A divisão mais comum, quando se fala de dívida pública, é entre a dívida interna, que pode ser paga em moeda nacional, e a dívida externa, que deve ser paga em moeda estrangeira. As duas têm causas e consequências distintas, embora possam ter implicações uma sobre a outra.

## Origem da Dívida Pública Mobiliária Federal interna
A Dívida Pública Federal  corresponde à consolidação da Dívida Pública Mobiliária Federal interna (DPMFi) com a Dívida externa do Brasil (Dívida Pública Federal externa - DPFe), sendo esta última tem dois componentes: Dívida Mobiliária e a Dívida Contratual.
A dívida pública interna se origina principalmente de: 
- financiamento de novos gastos públicos em bens e serviços em qualquer esfera de governo ou entidade pública
- gastos com juros sobre as dívidas contraídas no período anterior
- no caso do governo central, a política monetária e cambial

No Brasil, nas últimas décadas, principalmente depois do Plano Real, a  Dívida externa do Brasil diminuiu, em termos de percentual do PIB, mas houve um crescimento enorme da dívida pública interna, principalmente do governo federal. O fator que mais impulsionou esse crescimento não foram novos investimentos públicos, mas sim as altas taxas de juros e os custos da política monetária e cambial dos anos 1990 e início dos anos 2000. 
Em julho de 2016, segundo o Relatório Mensal da Dívida Pública Federal, divulgado pelo Tesouro Nacional, o estoque da Dívida Pública Federal era de R$ 2.956,51 bilhões. O estoque da DPMFi era de R$ 2.832,15 bilhões. O estoque da Dívida externa do Brasil (DPFe) era de R$ 124,36 bilhões (US$ 38,40 bilhões), sendo R$ 114,28 bilhões (US$ 35,28 bilhões) referentes à dívida mobiliária e R$ 10,08 bilhões (US$ 3,11 bilhões), à dívida contratual. 